# Epirranthis diversata
Epirranthis diversata là một loài bướm đêm trong họ Geometridae.

## Hình ảnh

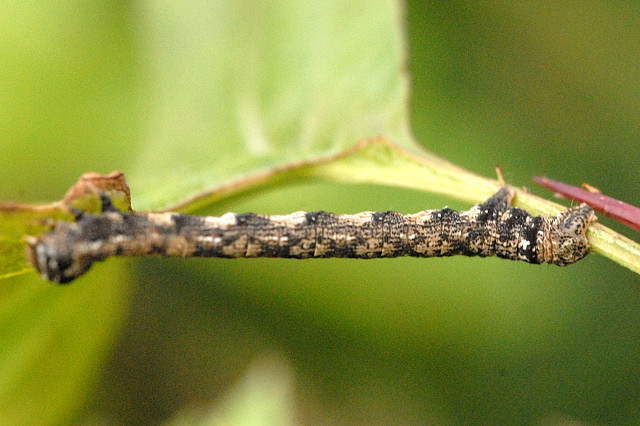
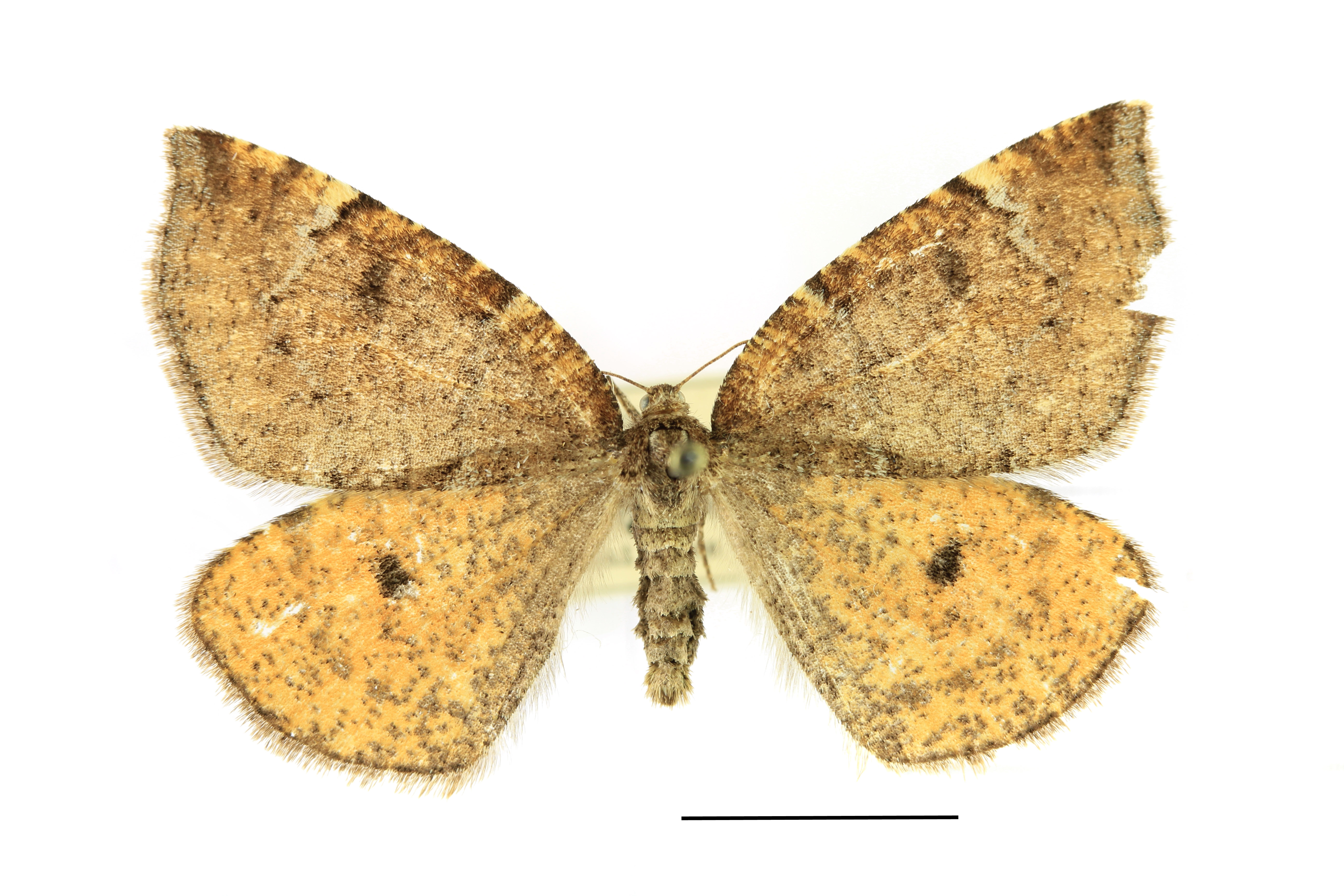